# Athletic Club 1985-1986
Questa voce raccoglie le informazioni riguardanti l'Athletic Club nelle competizioni ufficiali della stagione 1985-1986.

## Stagione
- Primera División: 3°
- Copa del Rey: Dopo aver eliminato il Castellon al primo turno (0-0 e 4-0), nei quarti il Sabadell ai rigori (doppio 1-1), in semifinale l'Athletic viene eliminato dal Barcellona (doppia sconfitta 1-0 e 1-2).
- Coppa UEFA: Nel primo turno i baschi eliminano il Beşiktaş (doppia vittoria 4-1 e 1-0), negli ottavi il Liegi (doppia vittoria 0-1 e 3-1), mentre nei quarti di finale sono estromessi dai portoghesi dello Sporting Lisbona (vittoria 2-1 e sconfitta 3-0).

## Rosa
| N. |                   | Ruolo | Calciatore         |
| -- | ----------------- | ----- | ------------------ |
|    | Spagna (bandiera) | P     | Carlos Meléndez    |
|    | Spagna (bandiera) | P     | Andoni Zubizarreta |
|    | Spagna (bandiera) | D     | Patxi Ferreira     |
|    | Spagna (bandiera) | D     | Pizo Gómez         |
|    | Spagna (bandiera) | D     | José María Núñez   |
|    | Spagna (bandiera) | D     | Txirri             |
|    | Spagna (bandiera) | D     | Santiago Urquiaga  |
|    | Spagna (bandiera) | D     | Luis de la Fuente  |
|    | Spagna (bandiera) | D     | Íñigo Liceranzu    |
|    | Spagna (bandiera) | D     | Andoni Goikoetxea  |
|    | Spagna (bandiera) | D     | Patxi Salinas      |
|    | Spagna (bandiera) | D     | Óscar Vivanco      |

| N. |                   | Ruolo | Calciatore          |
| -- | ----------------- | ----- | ------------------- |
|    | Spagna (bandiera) | C     | Miguel de Andrés    |
|    | Spagna (bandiera) | C     | Juan José Elgezabal |
|    | Spagna (bandiera) | C     | José Ramón Gallego  |
|    | Spagna (bandiera) | C     | Luis Fernando       |
|    | Spagna (bandiera) | C     | Ismael Urtubi       |
|    | Spagna (bandiera) | A     | Estanislao Argote   |
|    | Spagna (bandiera) | A     | Félix Sarriugarte   |
|    | Spagna (bandiera) | A     | José María Noriega  |
|    | Spagna (bandiera) | A     | Julio Salinas       |
|    | Spagna (bandiera) | A     | Dani                |
|    | Spagna (bandiera) | A     | Manuel Sarabia      |
|    | Spagna (bandiera) | A     | Endika Guarrotxena  |

### Staff tecnico
- Allenatore:  Javier Clemente (1ª-21ª giornata) poi  Iñaki Sáez (22ª-34ª giornata)

Come da politica societaria la squadra è composta interamente da giocatori nati in una delle sette province di Euskal Herria o cresciuti calcisticamente nel vivaio di società basche.

## Statistiche

### Statistiche dei giocatori
| Presenze - 34: Zubizarreta - 33: Gallego - 31: Urtubi, Goikoetxea - 30: Urkiaga - 28: Noriega, De Andrés - 27: Julio Salinas, Sarabia - 25: Patxi Salinas - 24: De la Fuente - 23: Guarrotxena, Argote - 20: Liceranzu - 18: Núñez - 11: Dani - 10: Luis Fernando, Elgezabal - 3: Txirri - 2: Óscar Vivanco - 1: Pizo Gómez - 0: Ferreira, Sarriugarte, Meléndez | Marcatori - 7: Sarabia - 6: Noriega - 5: Gallego, Urtubi, Goikoetxea - 4: Julio Salinas - 2: Patxi Salinas, Guarrotxen, Dani - 1: De Andrés, Liceranzu, Argote, Txirri |